# Wybory parlamentarne w Austrii w 2002 roku
Wybory parlamentarne w Austrii w 2002 roku odbyły się 24 listopada 2002. W ich wyniku wybrano łącznie 183 posłów do Rady Narodowej, niższej izby austriackiego parlamentu. Wybory zakończyły się zwycięstwem rządzących ludowców kanclerza Wolfganga Schüssela, którzy uzyskali dominującą pozycję w parlamencie po raz pierwszy od ponad 30 lat. Wynik wyborczy ÖVP pozwolił kontynuować koalicję z Wolnościową Partią Austrii, która jednak utraciła blisko 2/3 mandatów.

## Wyniki wyborów
|  | Lista                                    | Liczba głosów | %     | +/-  | Mandaty | +/- |
|  | ---------------------------------------- | ------------- | ----- | ---- | ------- | --- |
|  | Austriacka Partia Ludowa (ÖVP)           | 2 076 833     | 42,3  | 15,4 | 79      | 27  |
|  | Socjaldemokratyczna Partia Austrii (SPÖ) | 1 792 499     | 36,5  | 3,3  | 69      | 4   |
|  | Wolnościowa Partia Austrii (FPÖ)         | 491 328       | 10,0  | 16,9 | 18      | 34  |
|  | Zielona Alternatywa (GRÜNE)              | 464 980       | 9,5   | 2,1  | 17      | 3   |
|  | Forum Liberalne (LIF)                    | 48 083        | 1,0   | 2,6  | 0       |     |
|  | Komunistyczna Partia Austrii (KPÖ)       | 27 568        | 0,6   | 0,1  | 0       |     |
|  | Socjalistyczna Partia Lewicy (SLP)       | 3906          | 0,1   |      | 0       |     |
|  | Demokraci                                | 2439          | 0,1   |      | 0       |     |
|  | Christliche Wählergemeinschaft (CWG)     | 2009          | 0,1   |      | 0       |     |
|  | Głosy nieważne i puste                   | 72 616        |       |      |         |     |
|  | Razem                                    | 4 982 499     | 100,0 |      | 183     |     |

## Wyniki wyborów w krajach związkowych (w%)
| Kraj związkowy | ÖVP  | SPÖ  | FPÖ  | GRÜNE | LIF | KPÖ | Inni | Frekwencja |
| -------------- | ---- | ---- | ---- | ----- | --- | --- | ---- | ---------- |
| Burgenland     | 42,4 | 45,8 | 6,4  | 4,7   | 0,4 | 0,2 | –    | 90,1       |
| Karyntia       | 30,5 | 38,3 | 23,6 | 6,2   | 0,8 | 0,5 | –    | 83,7       |
| Dolna Austria  | 47,8 | 36,8 | 6,9  | 7,2   | 0,8 | 0,5 | –    | 89,1       |
| Górna Austria  | 42,6 | 37,0 | 10,4 | 8,7   | 0,8 | 0,5 | –    | 86,3       |
| Salzburg       | 46,6 | 30,8 | 10,7 | 10,4  | 1,1 | 0,4 | –    | 83,7       |
| Styria         | 44,6 | 37,0 | 9,6  | 7,0   | 1,0 | 0,9 | –    | 83,9       |
| Tyrol          | 51,9 | 24,5 | 10,0 | 11,6  | 1,5 | 0,6 | –    | 82,8       |
| Vorarlberg     | 49,2 | 20,1 | 13,0 | 14,5  | 1,6 | 0,4 | 1,2  | 84,2       |
| Wiedeń         | 30,6 | 43,8 | 8,0  | 15,1  | 1,2 | 0,6 | 0,7  | 77,6       |